# Ponta do Charbonnel
A Ponta do Charbonnel é uma montanha dos Alpes Graios. Situa-se na França (Rhône-Alpes) perto da fronteira França-Itália.  A Ponta do Charbonnel é o ponto mais alto da Alpes de Lanzo e da Alta Maurienne.

## Imagens

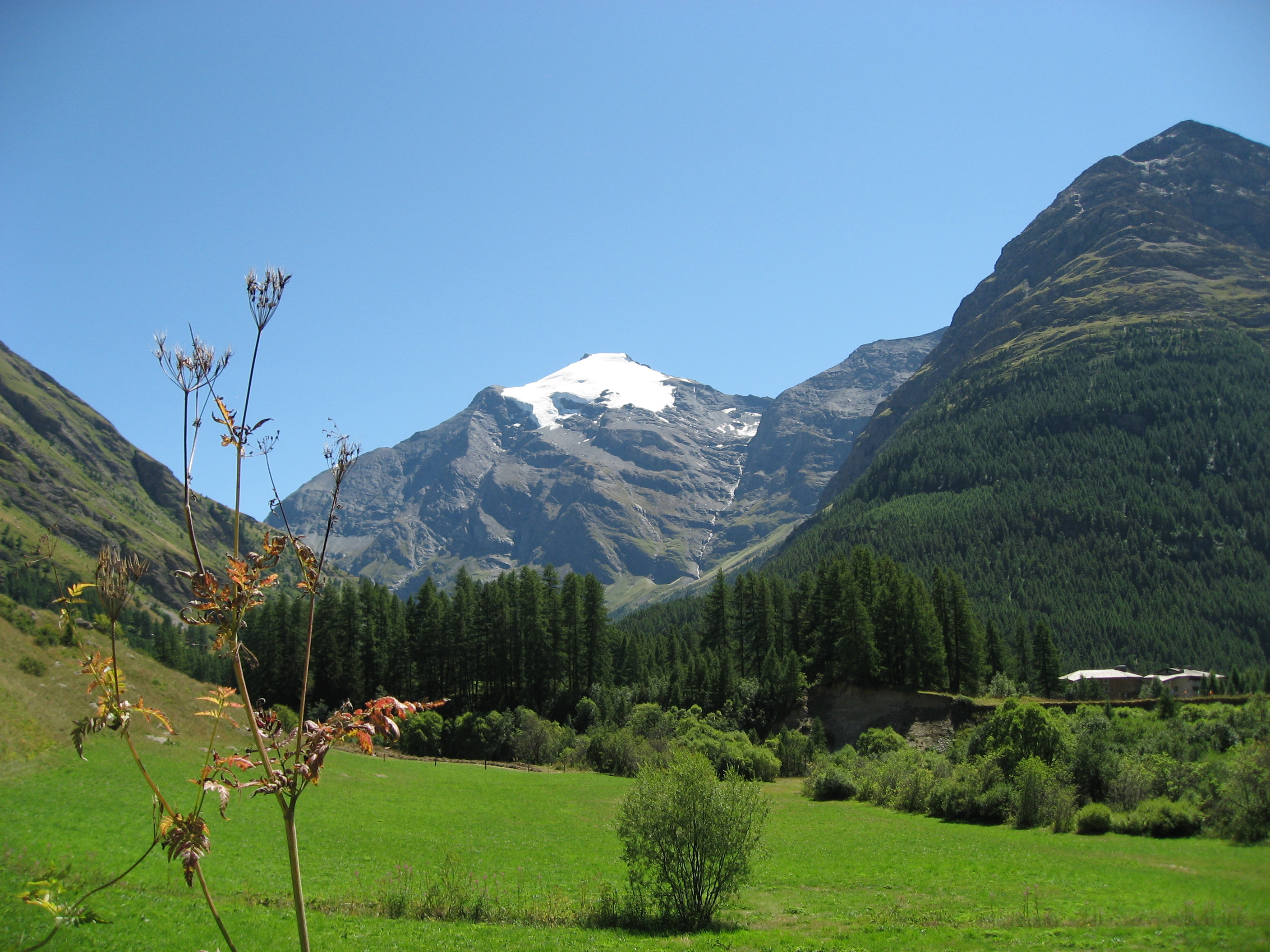
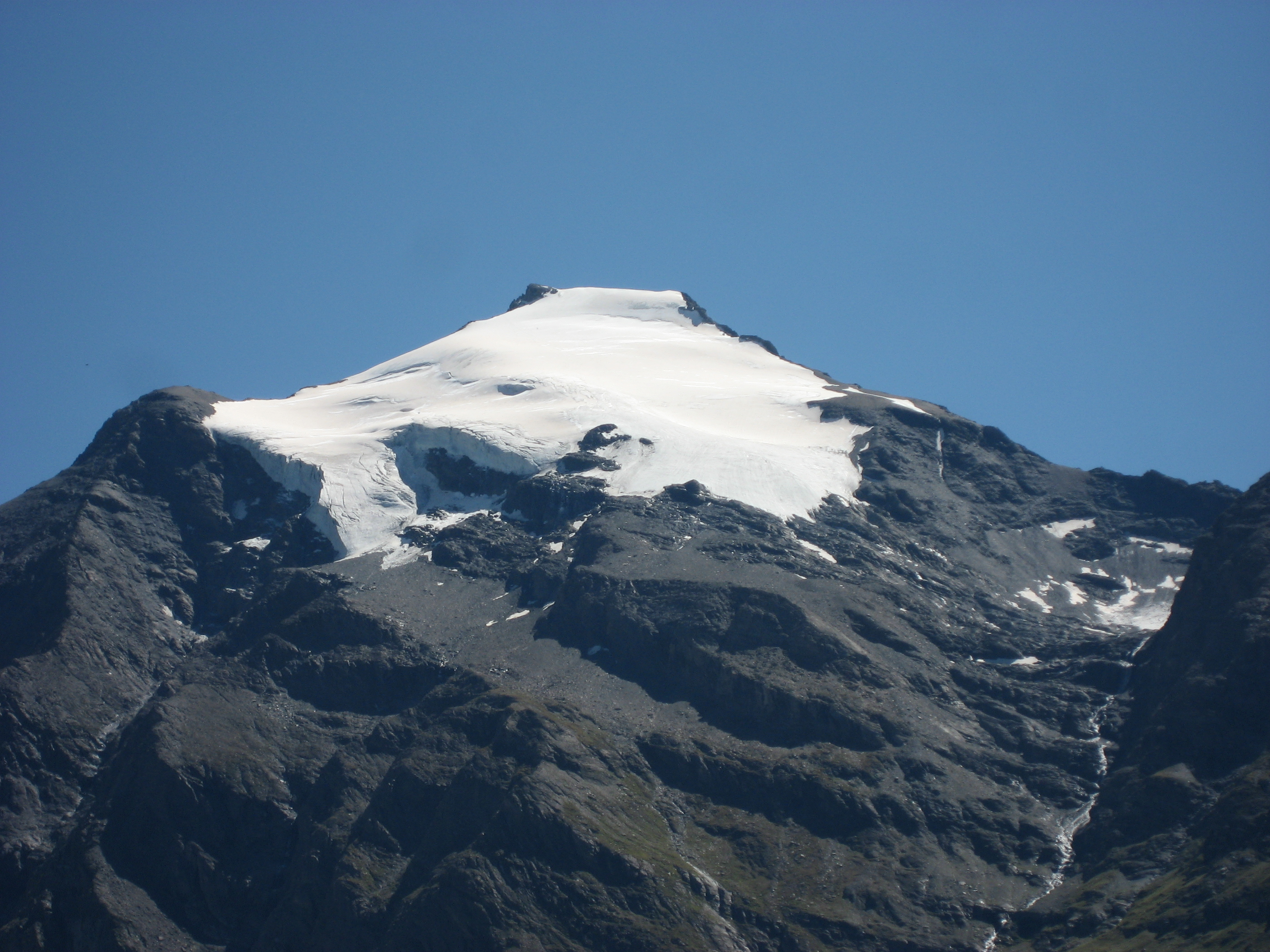
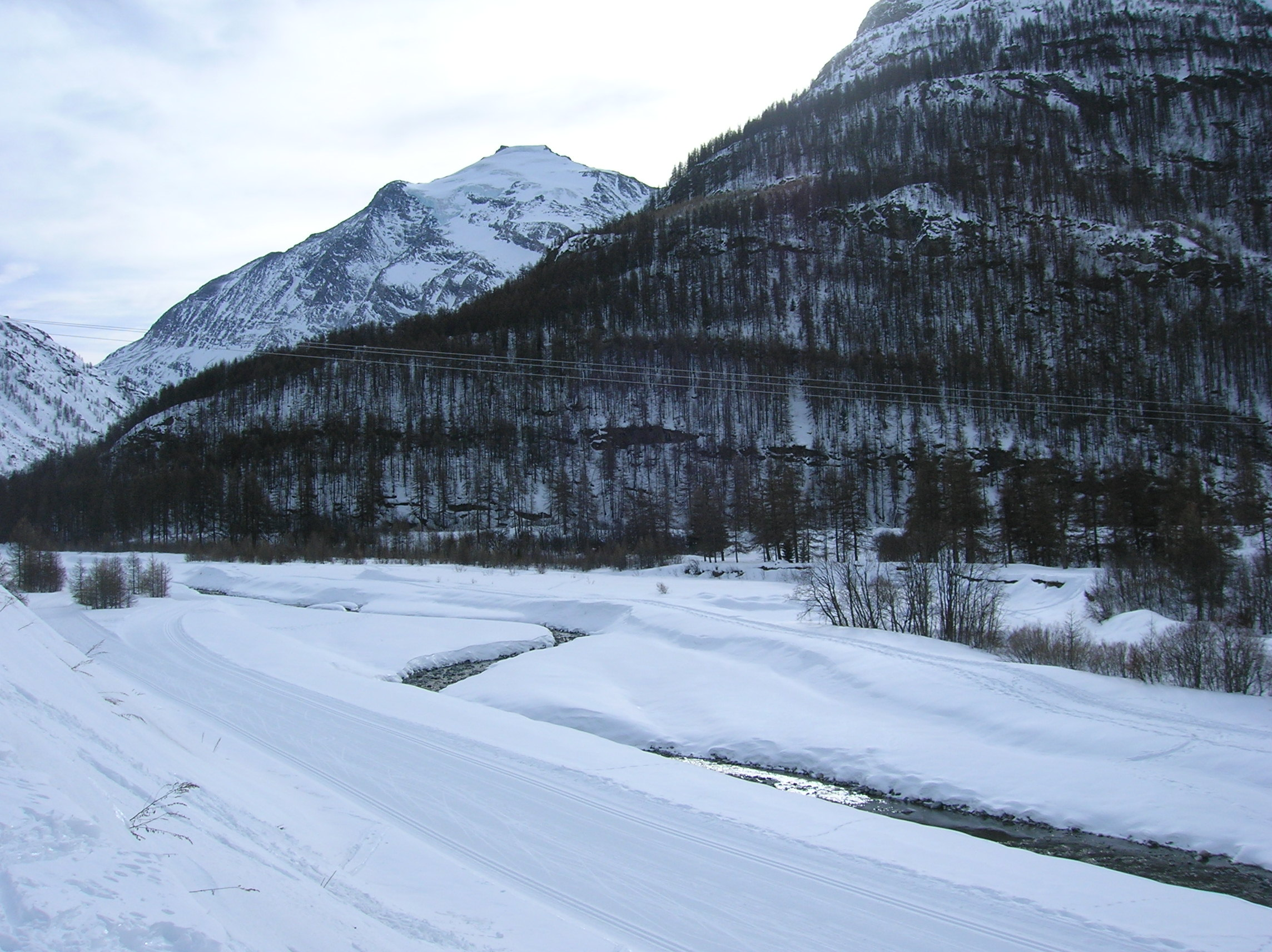

## Classificação SOIUSA
De acordo com a classificação alpina SOIUSA (International Standardized Mountain Subdivision of the Alps) esta montanha é classificada como:
- grande parte = Alpes Ocidentais
- grande setor = Alpes do Sudoeste
- secção = Alpes Graios
- subsecção = Alpes de Lanzo e da Alta Maurienne
- supergrupo = cordilheira Rocciamelone-Charbonnel
- grupo = grupo da Ponta do Charbonnel
- código = I/B-7.I-A.3